# Patrycja Łabędź
Patrycja Łabędź (ur. 21 marca 1992 w Jastrzębiu-Zdroju) – polska szachistka, mistrzyni FIDE od 2010 roku.

## Kariera szachowa
Wielokrotnie startowała w finałach indywidualnych mistrzostw Polski juniorek w różnych kategoriach wiekowych, zdobywając dwa medale: srebrny (Chotowa 2009 – MP do 18 lat) oraz brązowy (Kołobrzeg 2004 – MP do 12 lat). W 2009 r. zdobyła w Pardubicach tytuł drużynowej mistrzyni Europy juniorek do 18 lat, natomiast w 2010 r. w Ustroniu – brązowy medal drużynowych mistrzostw Polski juniorów (w barwach klubu JKSz MCKiS Jaworzno).
Jest trzykrotną medalistką drużynowych mistrzostw Polski w szachach błyskawicznych: złotą (2010) oraz dwukrotnie srebrną (2007, 2008) – wszystkie medale jako zawodniczka JKSz MCKiS Jaworzno.
Najwyższy ranking w dotychczasowej karierze osiągnęła 1 listopada 2011 r., z wynikiem 2146 punktów zajmowała wówczas 30. miejsce wśród polskich szachistek.